# Opus (behandlingstilbud)
 For alternative betydninger, se Opus (flertydig). (Se også artikler, som begynder med Opus)
I Danmark er OPUS navnet på et permanent psykiatrisk behandlingstilbud for unge med debuterende psykose, som nu tilbydes i alle regionerne. Der er tale om et akronym for opsøgende behandling af unge med psykosesymptomer.
Behandlingen indebærer fast tilknytning til et personalemedlem i et tværfagligt team og systematisk inddragelse af familien. Dette teamet består af psykiatere, psykiatriske sygeplejersker, psykologer, socialrådgiverer, ergoterapeuter eller afspændingspædagoger og erhvervskonsulenter. Det er teamets opgave at forestå behandlingen og undervisningen af den unge og de pårørende.

## Historie og forskningsresultater
Det var oprindeligt bevillinger fra Social- og Sundhedsministeriet, som muliggjorde OPUS-projektet; først som et forskningsprojekt i 1998. Der blev inkluderet 547 unge med debuterende psykose i et lodtrækningsforsøg, hvor effekten af to års intensiv OPUS-behandling og standardbehandling blev sammenlignet . Projektet er det største danske forskningsprojekt indenfor området om tidlig intervention ved psykoser og også internationalt er der interesse for projektets resultater. Efter to års behandling havde OPUS haft en klart bedre effekt på psykotiske symptomer (hallucinationer og vrangforestillinger), negative symptomer (initiativløshed, manglende engagement), misbrug, frafald fra behandlingen, medicinsk behandling, sengedagsforbrug og patienttilfredshed. 
 Også blandt pårørende kunne man måle større tilfredshed med den mere indgående inddragelse af pårørende, som OPUS-behandlingen indebar. 
Resultaterne viser, at selv om indsatsen er mere omfattende og umiddelbart dyrere, så er den alligevel udgiftsneutral, da der spares penge på antal dage patienterne er indlagt. De opnåede erfaringer har afstedkommet flere bøger om de anvendte behandlingsmetoder.
Danske Regioner konkluderede i 2007, at de vil øge kvaliteten af behandlingen af psykotiske patienter gennem udbredelse af et samlet OPUS-koncept til hele landet 